# Тканина з золота

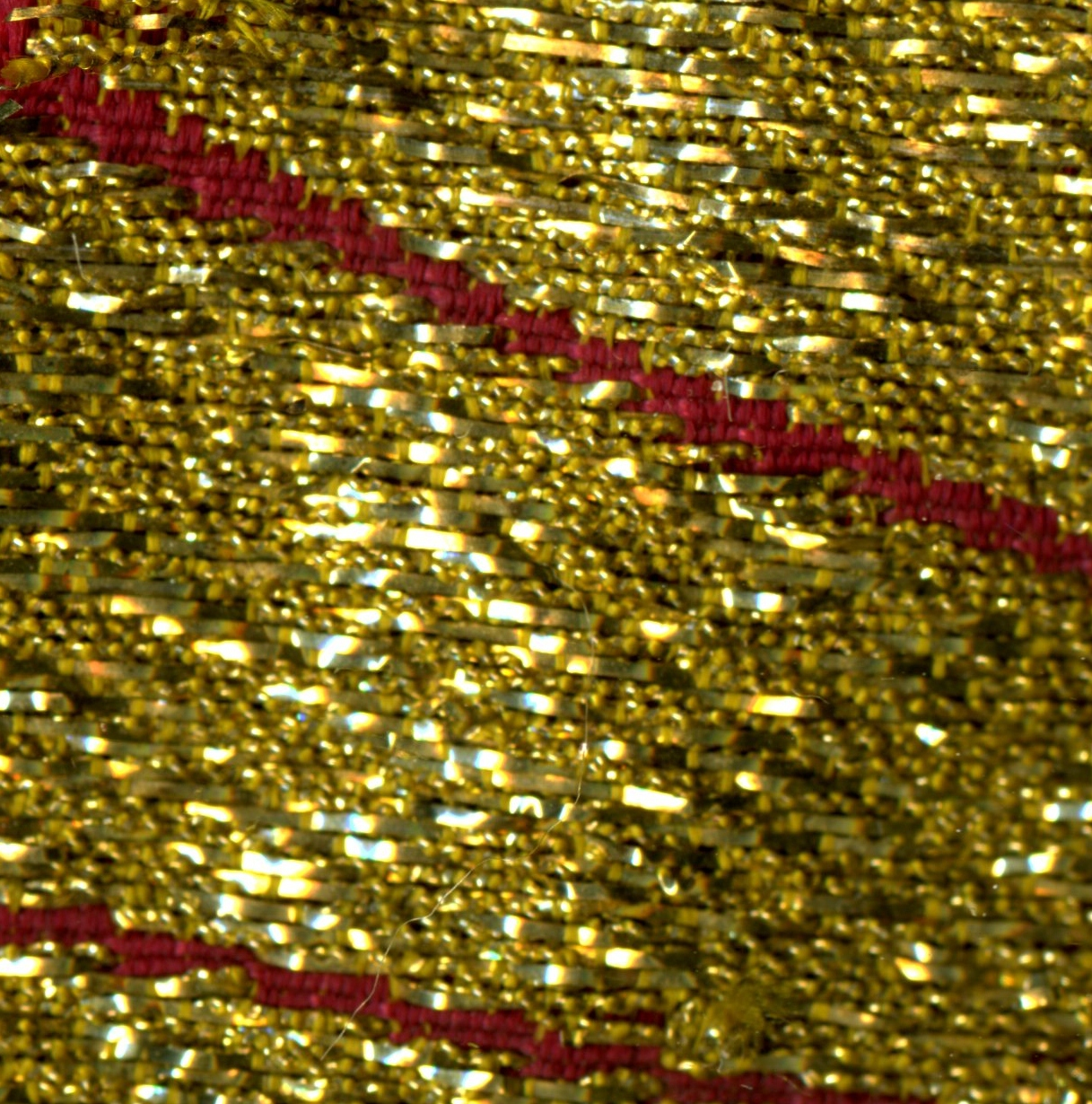
Тканина із золота, сплетена золотими смужками

Тканина із золота або золота тканина (лат. tela aurea) ― це тканина, виткана із застосуванням утоку, обгорнутого золотом (або випряденого із золотої смужки). Здебільшого основа пряжі є шовковою (від 0,2 до 0,5 мм), обмотаною стрічкою або смужкою із високим вмістом золота. У рідкісних випадках за серцевину пряжі використовували лляну та вовняну нитку. Тканина може мати різне переплетення, найчастіше атласне або саржеве.

## Історія
Золота тканина була поширеною в церковних обрядах протягом багатьох століть. А наприклад, в Англії  за Генріха VII, її використання було обмежено для королівської сім'ї і найвищих верств дворянства.
У провінційних римських гробницях збереглися лише поодинокі примірники золототканих виробів. Пізнішими виробниками золотої тканини були майстри Візантійської імперії і середньовічні італійські ткачі, особливо в Генуї та Венеції. Також було виготовлено подібну тканину зі срібла.

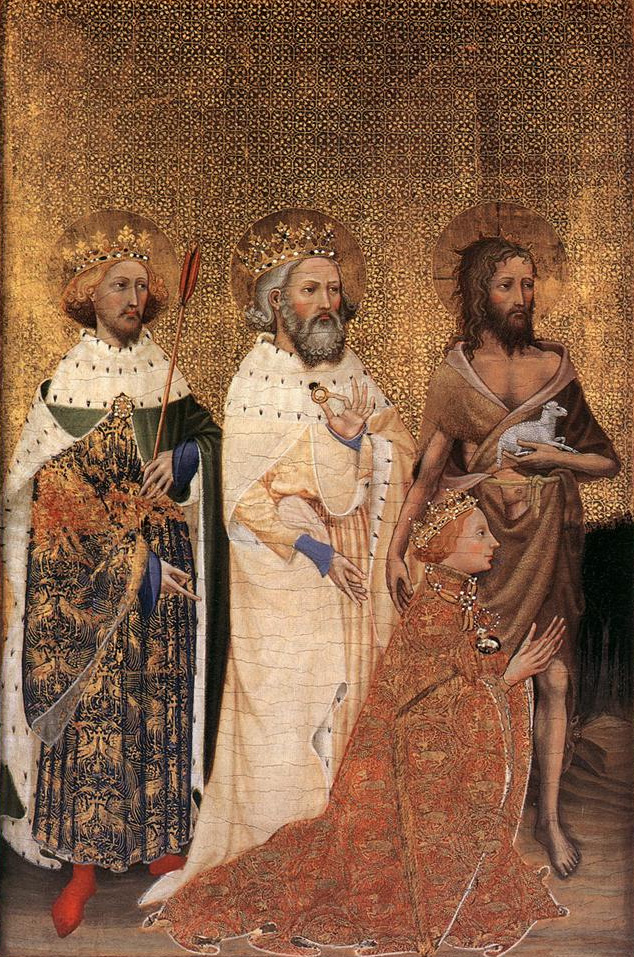
На лівій внутрішній панелі Диптиху Вілтона (бл. 1395—1399) зображений уклінний Річард II король Англії, одягнений в золототкану мантію з червоною облямівкою.